# Nederländernas Grand Prix 1968
Nederländernas Grand Prix 1968 var det femte av tolv lopp ingående i formel 1-VM 1968.  

## Resultat
1. Jackie Stewart, Tyrrell (Matra-Ford), 9 poäng
2. Jean-Pierre Beltoise, Matra, 6
3. Pedro Rodríguez, BRM, 4
4. Jacky Ickx, Ferrari, 3
5. Silvio Moser, Charles Vögele Racing (Brabham-Repco), 2
6. Chris Amon, Ferrari, 1
7. Richard Attwood, BRM
8. Joakim Bonnier, Jo Bonnier (McLaren-BRM)
9. Graham Hill, Lotus-Ford (varv 81, olycka)

### Förare som bröt loppet
- Jackie Oliver, Lotus-Ford (varv 80, för få varv)
- Dan Gurney, Brabham-Repco (63, gasspjäll)
- Jo Siffert, R R C Walker (Lotus-Ford) (55, växellåda)
- John Surtees, Honda (50, generator)
- Piers Courage, Reg Parnell (BRM) (50, snurrade av)
- Jochen Rindt, Brabham-Repco (39, tändning)
- Jack Brabham, Brabham-Repco (22, snurrade av)
- Bruce McLaren, McLaren-Ford (19, olycka)
- Denny Hulme, McLaren-Ford (10, tändning)
- Lucien Bianchi, Cooper-BRM (9, olycka)

## Bildgalleri

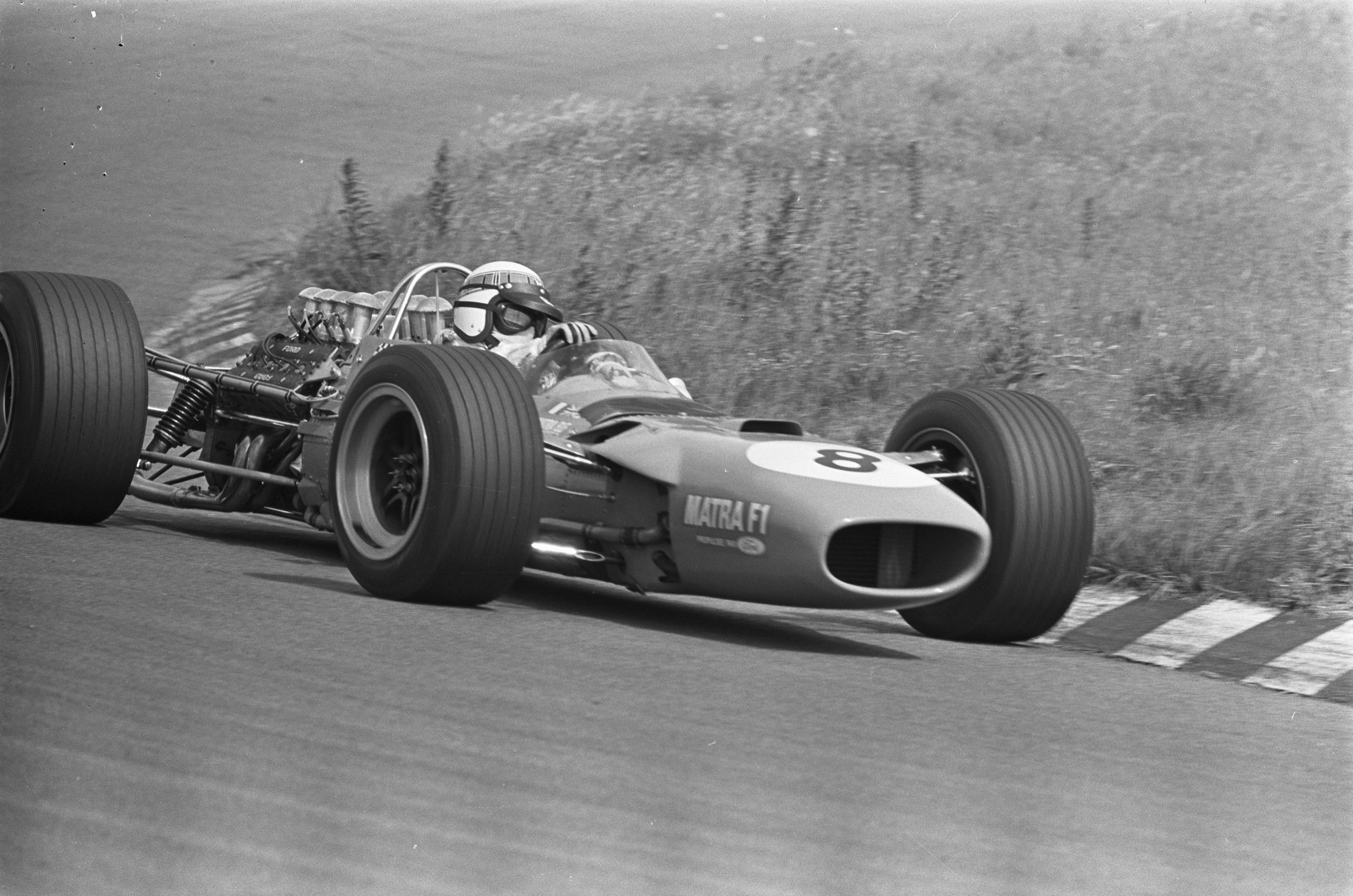
Jackie Stewart i sin Matra.
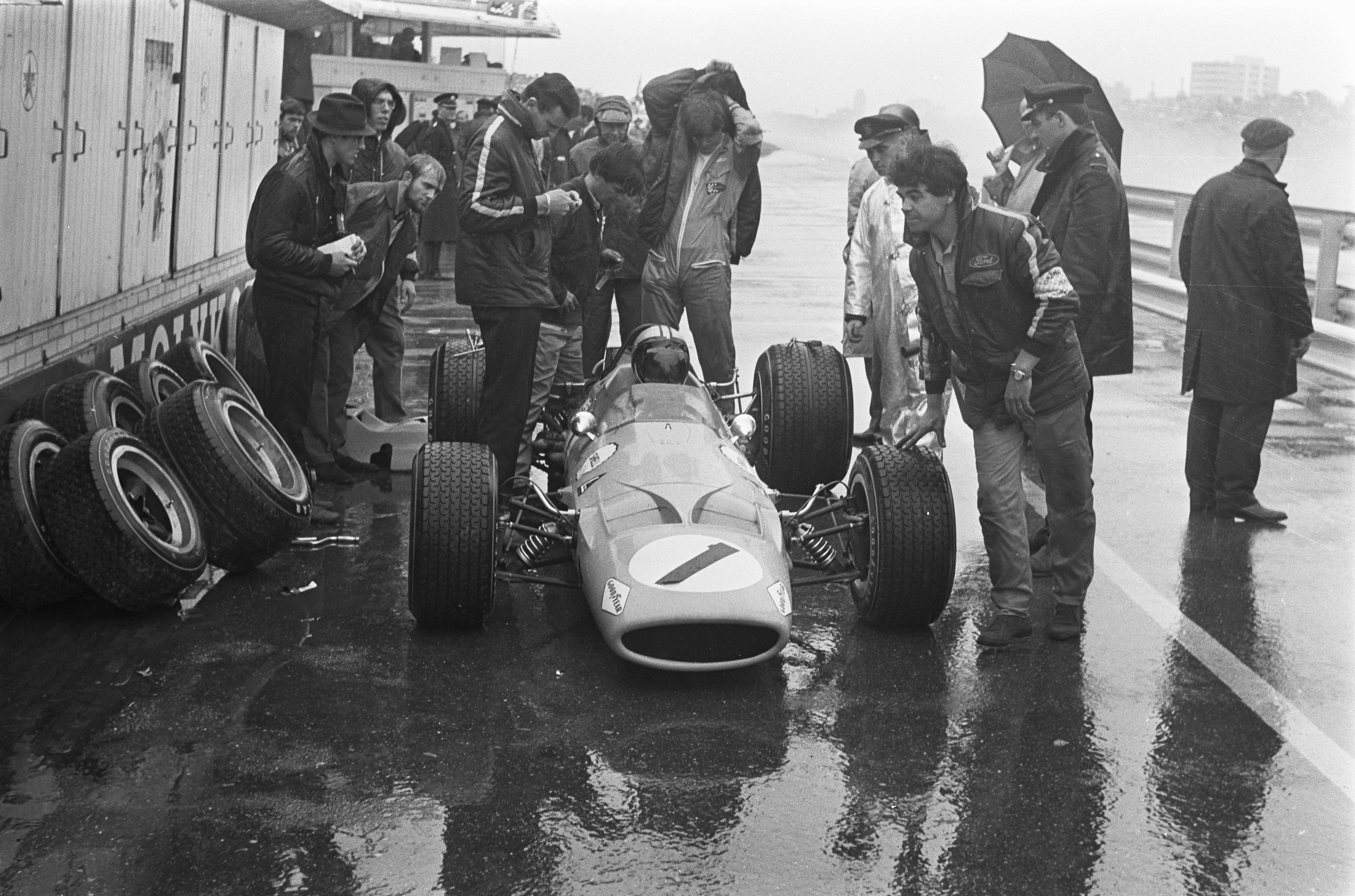
Dennis Hulme under ett depåstopp.
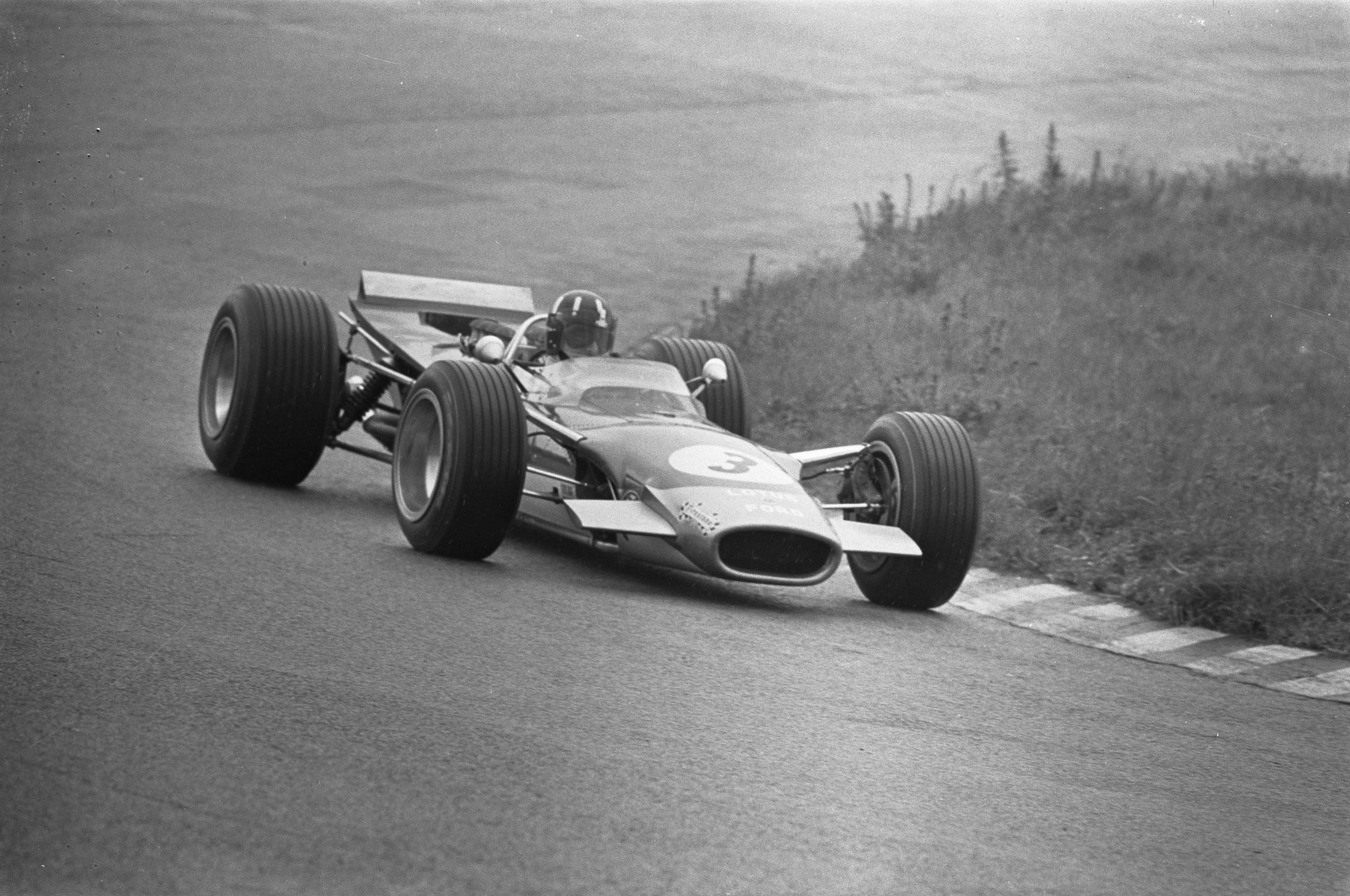
Graham Hill bröt med 9 varv kvar.
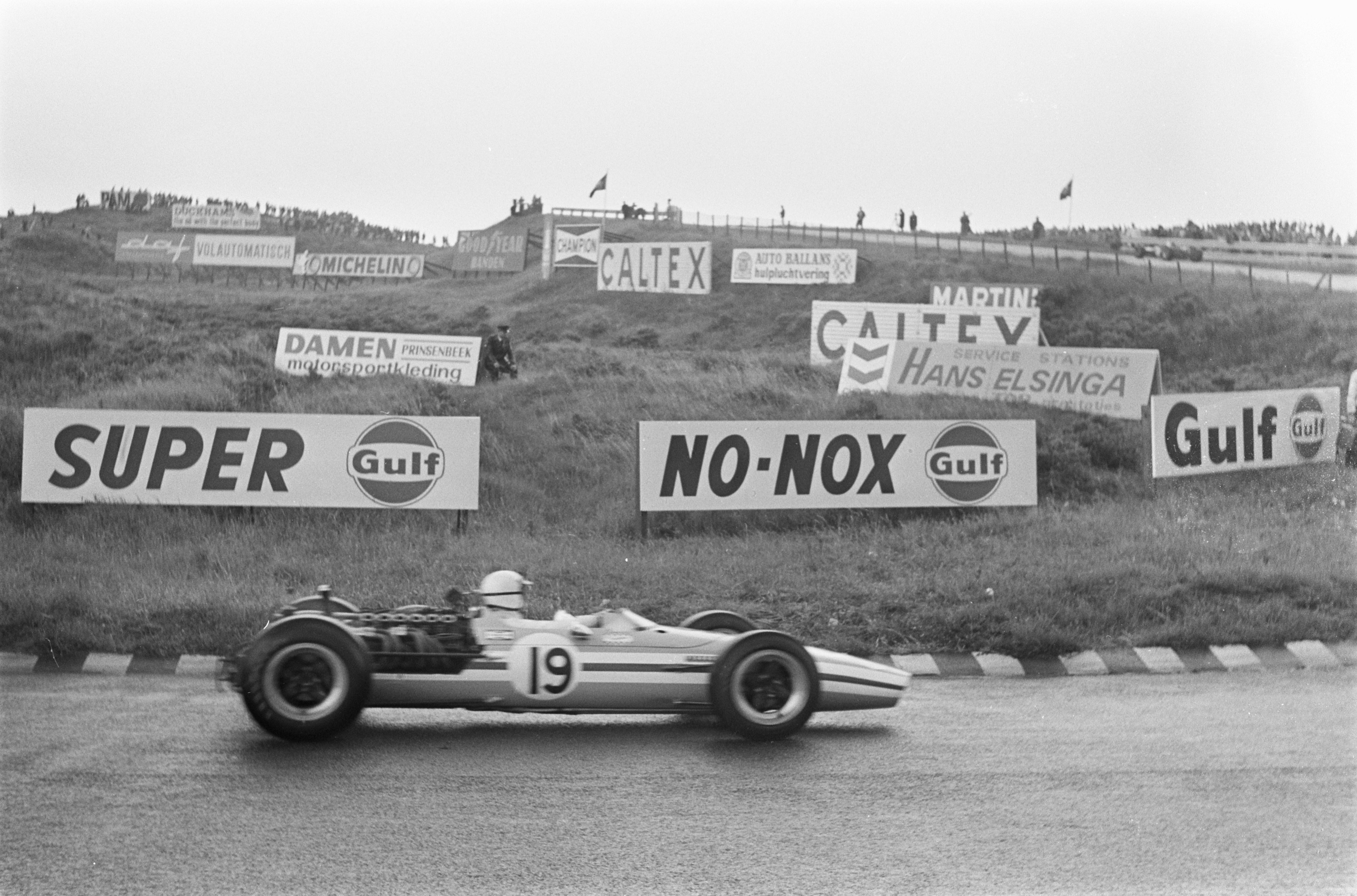
Joakim Bonnier gick i mål som åtta.